# Miami Fusion Football Club
Miami Fusion Football Club fue un equipo de fútbol profesional estadounidense, situado en Fort Lauderdale (Florida). Compitió en la Major League Soccer desde 1998 hasta 2001.

## Historia
El éxito de la Major League Soccer (MLS) propició una expansión del torneo para la temporada 1998. Los aficionados al fútbol del sur de Florida se movilizaron para que el fútbol profesional regresara a la zona, alegando a la tradición deportiva por la existencia en los años 1970 de un club, Fort Lauderdale Strikers, en la extinta North American Soccer League. Un grupo de empresarios liderado por Ken Horowitz presentó una oferta a la MLS, y el comisionado de la liga otorgó a Miami una de las dos plazas de expansión disponibles a partir de la temporada 1998. 
El nuevo equipo se llamó «Miami Fusion» y fue el primero de la MLS que jugó en un campo específico para fútbol, el Lockhart Stadium de Fort Lauderdale. Los propietarios contrataron a Carlos Valderrama, procedente de Tampa Bay Mutiny, para atraer al público. Al inicio de la temporada 1998, el 15 de marzo contra D.C. United, acudieron más de 20.000 espectadores. Sin embargo, la afluencia cayó en relación con su desempeño. El mayor logro en sus tres primeros años fue disputar la final de la Open Cup de 2000, que perdió contra Chicago Fire.
La situación cambió en 2001, cuando llegó como entrenador Ray Hudson, exjugador de Ft. Lauderdale en la NASL. Bajo su dirección, Miami terminó primero de su conferencia y ganó el MLS Supporters' Shield al campeón de la fase regular. En los playoff por el título fueron eliminados en semifinales por San Jose Earthquakes, los eventuales vencedores.
Ese buen año no fue suficiente para garantizar su salvación. La Major League Soccer anunció la reducción del campeonato de 12 a 10 equipos para la temporada 2002, con el objetivo de mejorar su situación económica. Los dos afectados fueron los clubes de Florida, Tampa Bay Mutiny y Miami Fusion. Y aunque Miami había aumentado el número de espectadores respecto a la temporada anterior, terminó desapareciendo por su baja rentabilidad, con una deuda superior a los 15 millones de dólares.
En la actualidad, la ciudad de Miami intenta conseguir una plaza de expansión en la MLS para finales de la década de 2010. En Fort Lauderdale se estableció un nuevo club, Fort Lauderdale Strikers, que juega en la North American Soccer League. El 7 de mayo de 2015 se presentó un nuevo equipo con el nombre Miami Fusion, con sede en Hialeah, que compite en la National Premier Soccer League (equivalente a la cuarta categoría).

## Estadio

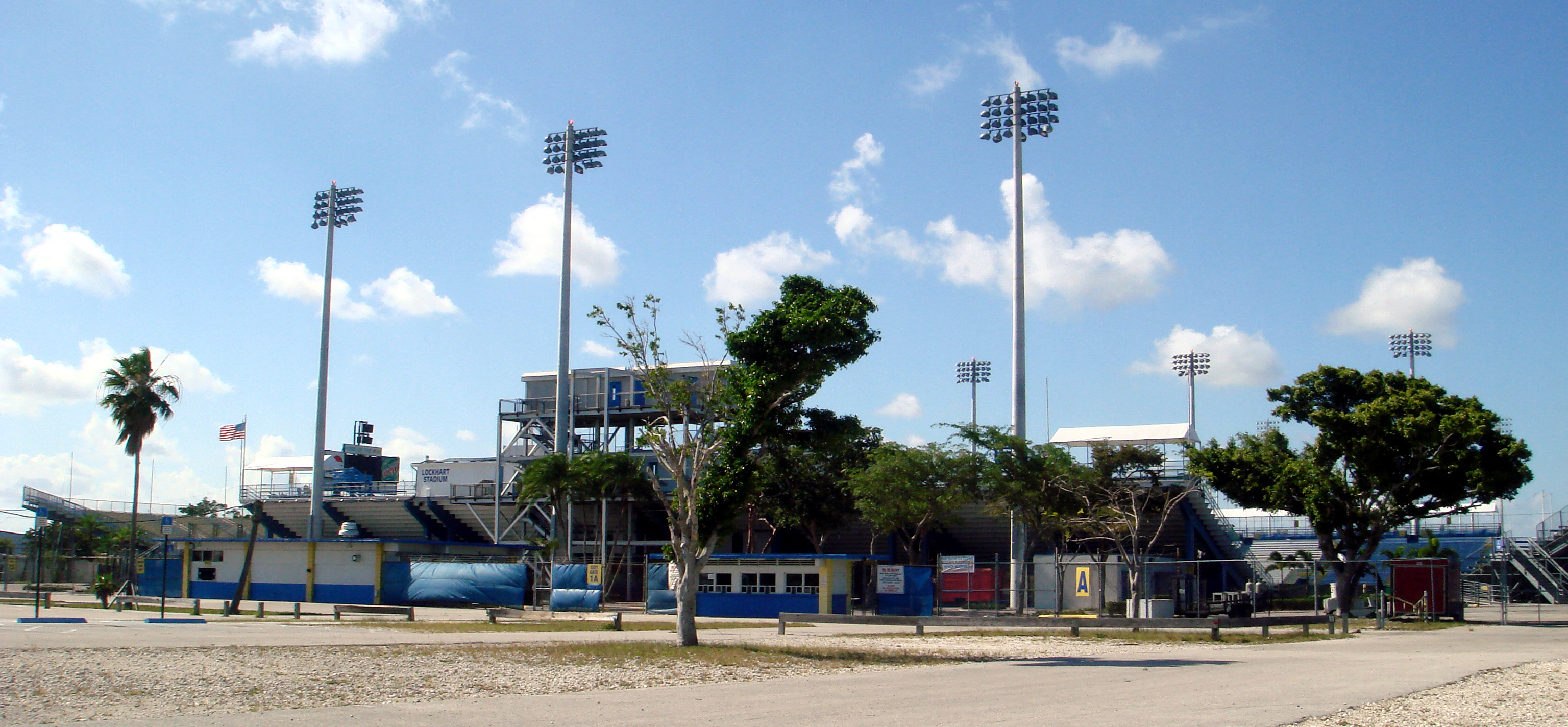
Exterior del Lockhart Stadium.

Miami Fusion jugó sus partidos como local en Lockhart Stadium, un estadio municipal situado en Fort Lauderdale, al norte de Miami. Originalmente tenían la intención de jugar en el Miami Orange Bowl, en el centro de Miami, pero no pudieron llegar a un acuerdo con la ciudad de Miami, ya que la ciudad quería un contrato de arrendamiento de 10 años y la prohibición de que el equipo se mudara a otro estadio del sur de Florida. Posteriormente, Miami Fusion llegó a un acuerdo con la Junta Escolar del Condado de Broward y la ciudad de Fort Lauderdale para utilizar el Estadio Lockhart.
Si bien se construyó en 1959 para albergar pruebas deportivas universitarias, destacó por albergar a los Fort Lauderdale Strikers en la extinta NASL de 1977 a 1983, así como otros juegos de fútbol. En 1998 se aprobó una remodelación para reconvertirlo en el primer campo exclusivo de fútbol de la Major League Soccer. Esto supuso una novedad en la liga porque hasta entonces las franquicias usaban grandes campos de fútbol americano. Entre otras medidas, se adaptaron las medidas del terreno de juego y se aumentó el aforo con gradas suplementarias. El campo cuenta con un aforo de 20.450 espectadores y césped natural. 
Cuando Miami Fusion desapareció en 2002, la ciudad de Fort Lauderdale otorgó el derecho de uso a los clubes deportivos de la Universidad de Florida Atlántica. Desde 2011 se usa exclusivamente para partidos del Fort Lauderdale Strikers, nuevo club de fútbol local.

## Jugadores
La siguiente lista recoge algunos de los futbolistas más destacados de la entidad.
| - Jeff Cassar (1998-2001) - Leo Cullen (1998-2000) - Henry Gutierrez (1998-2000) - Jay Heaps (1999-2001) - Eric Wynalda (1999-2000) - Nick Rimando (2000-2001) - Lazo Alavanja (2001) - Kyle Beckerman (2001) - Pablo Mastroeni (1998-2001) - Carlos Llamosa (2001) - Preki (2001) |  | - Marcelo Herrera (1998) - Carlos Valderrama (1998) - Diego Serna (1998-2001) - Tyrone Marshall (1998-2001) - Andy Williams (2000) - Saúl Martínez (1999) - Álex Pineda Chacón (2001) - Edwin Gorter (1999) - Wélton (1999-2000) - Martín Machón (2000) - Ian Bishop (2001) |

## Entrenadores
- Carlos Córdoba (1998)
- Ivo Wortmann (1998-2000)
- Ray Hudson (2000-2001)

## Datos del club
- Temporadas en la Major League Soccer: 4
- Mayor goleada conseguida: 4-0 contra Tampa Bay Mutiny (2001)
- Mayor goleada en contra: 1-6 contra San Jose Earthquakes (1999)
- Mejor puesto en la liga: 1.º en la Conferencia Este (2001)
- Peor puesto en la liga: 4.º en la Conferencia Este (1998 y 1999)
- Máximo goleador:  Diego Serna (52)
- Portero menos goleado:  Jeff Cassar y Nick Rimando (7)
- Más partidos disputados:  Pablo Mastroeni y  Diego Serna (100)
- Primer partido: Miami Fusion 0-2 D.C. United (15 de marzo de 1998)
- Último partido: Miami Fusion 0-1 San Jose Earthquakes (17 de octubre de 2001)

## Temporadas
| Año  | Temporada | Postemporada               | Lamar Hunt U.S. Open Cup |
| ---- | --------- | -------------------------- | ------------------------ |
| 1998 | 4.º, Este | Semifinales de conferencia | Cuartos de final         |
| 1999 | 4.º, Este | Semifinales de conferencia | No Participó             |
| 2000 | 3.º, Este | No clasificó               | Subcampeón               |
| 2001 | 1.º, Este | Semifinales                | Octavos de final         |

## Palmarés

### Torneos nacionales
- MLS Supporters' Shield (1): 2001.
- Conferencia del Este de la MLS: 
  - Temporada regular (1): 2001.
- Subcampeón de la Lamar Hunt U.S. Open Cup (1): 2000.